# Broschütz
Broschütz (polnisch Brożec, 1936–1945 Schobersfelde) ist ein Ort in der Gemeinde Walzen im Powiat Krapkowicki der Woiwodschaft Opole (Oppeln) in Polen.

## Geographie
Das Straßendorf Broschütz liegt etwa sechs Kilometer nördlich von Walzen (Walce), sechs Kilometer südlich von Krapkowice (Krappitz) und 29 Kilometer südlich von  Opole (Oppeln) in der Nizina Śląska (Schlesische Tiefebene). Nördlich und westlich des Dorfes liegen weitläufige Waldgebiete.
Nachbarorte von Broschütz sind im Nordwesten Borek (Waldwinkel), im Norden Pietna, im Nordosten Żużela (Zuzella), im Südosten Grocholub, im Süden Kramelau (Kromołów) und im Südwesten Czerniów, ein Ortsteil von Kramelau.

## Geschichte

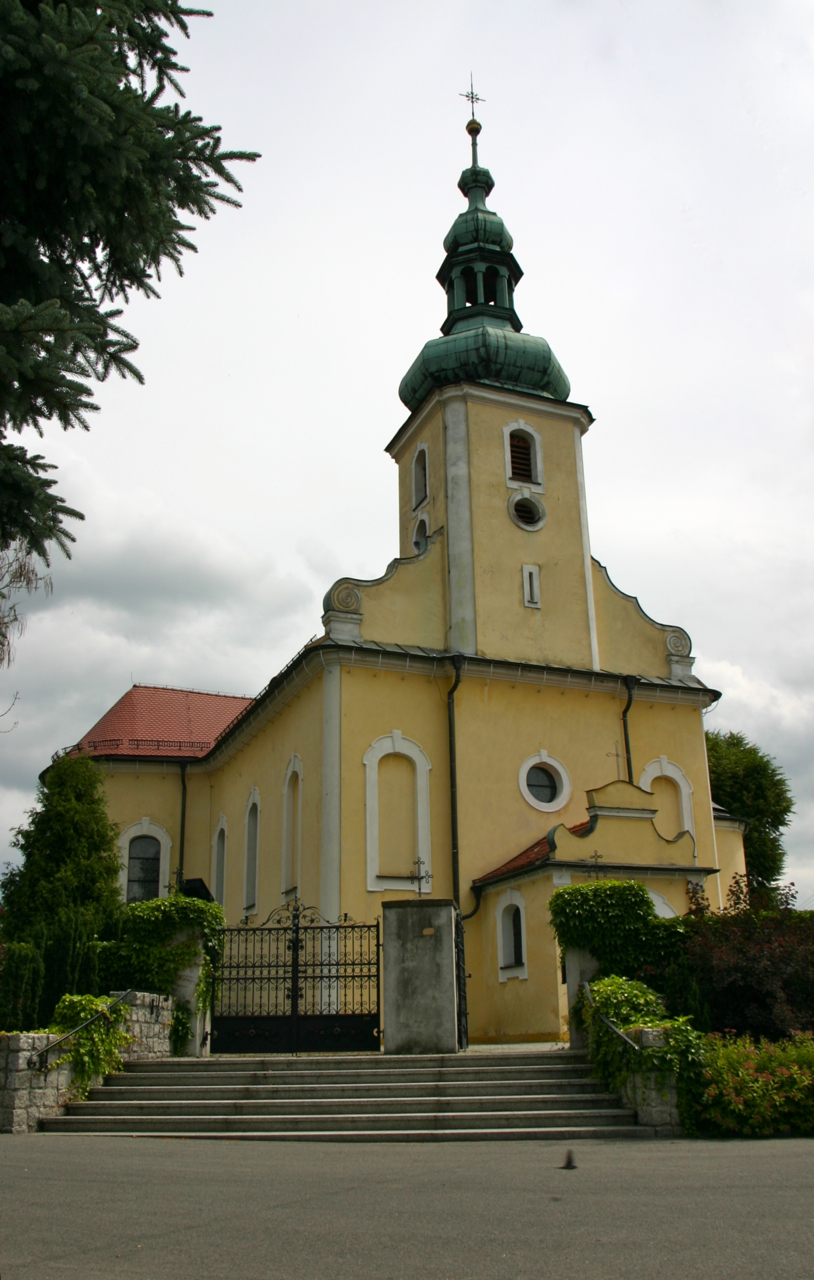
Allerheiligenkirche

Broschütz wurde 1228 erstmals urkundlich erwähnt. 1383 erfolgte eine Erwähnung als Broschicz und 1534 als Broschetz.
Nach der Neuorganisation der Provinz Schlesien gehörte die Landgemeinde Broschütz ab 1816 zum Landkreis Neustadt O.S. im Regierungsbezirk Oppeln. 1845 bestanden im Ort ein Vorwerk (Teichvorwerk), eine katholische Pfarrkirche, eine katholische Schule und 77 Häuser. Im gleichen Jahr lebten in Broschütz 372 Menschen, davon einer evangelisch. 1861 zählte der Ort 22 Bauern, 9 Gärtner und 27 Häusler. Die katholische Schule zählte im gleichen Jahr 95 Schüler. 1874 wurde der Amtsbezirk Broschütz gegründet, welcher die Landgemeinden Broschütz, Grocholub und Kramelau und die Gutsbezirke Broschütz und Grocholub umfasste. Erster Amtsvorsteher war der Gräfl. Oberförster Adolph Butschkow in Broschütz.
Bei der Volksabstimmung in Oberschlesien am 20. März 1921 stimmten 533 Wahlberechtigte für einen Verbleib bei Deutschland und 29 für Polen. Broschütz verblieb beim Deutschen Reich. 1933 lebten im Ort 887 Einwohner. Am 18. August 1936 wurde der Ort in Schobersfelde umbenannt. 1939 hatte der Ort 886 Einwohner. Bis 1945 befand sich der Ort im Landkreis Neustadt O.S.
1945 kam der bisher deutsche Ort unter polnische Verwaltung und wurde in Brożec umbenannt und der Woiwodschaft Schlesien angeschlossen. 1950 kam der Ort zur Woiwodschaft Oppeln. 1999 kam der Ort zum wiedergegründeten Powiat Krapkowicki. Am 4. April 2006 wurde in der Gemeinde Walzen, der Broschütz angehört, Deutsch als zweite Amtssprache eingeführt und am 3. Juni 2009 erhielt der Ort zusätzlich den amtlichen deutschen Ortsnamen Broschütz.

## Sehenswürdigkeiten

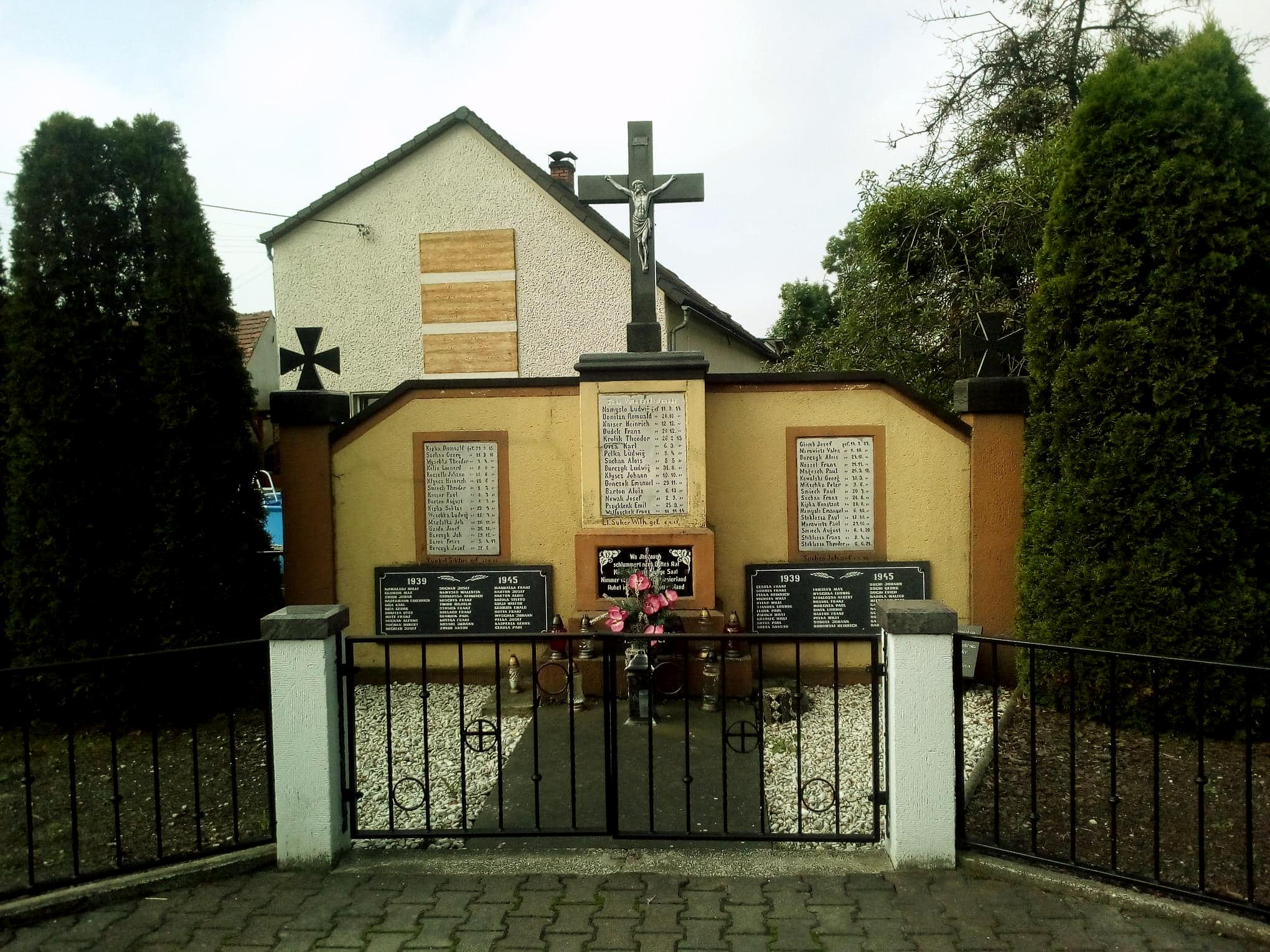
Gefallenendenkmal

- Die römisch-katholische Allerheiligenkirche (poln. Kościół Wszystkich Świętych) wurde 1774 bis 1775 im barocken Stil erbaut.[8] 1959 wurde der Kirchenbau unter Denkmalschutz gestellt.[9]
- Denkmal für die Gefallenen beider Weltkriege
- Steinernes Wegekreuz

## Vereine
- Deutscher Freundschaftskreis
- Freiwillige Feuerwehr OSP Brożec
- Fußballverein LKS Brożec

## Söhne und Töchter der Stadt
- Alfons Nossol (* 1932), römisch-katholischer Theologe und emeritierter Bischof